# Herbert Bruns
Herbert Bruns (* 11. Juli 1920 in Wilhelmshaven; † 27. Februar 1998) war ein deutscher Biologe und Umweltschützer.

## Leben
Schon in seiner Schulzeit befasste Bruns sich mit der Ornithologie und betreute zeitweise das Schutzgebiet Insel Mellum. Nach seinem Abitur arbeitete er 1939 als Vogelwart auf Wangerooge.
Nach Kriegsende studierte er Biologie an der Georg-August-Universität Göttingen. In dieser Zeit der Mittelknappheit unterstützte er die Analyse von großflächigen Vogelbestandsaufnahmen und Langzeituntersuchungen durch Veröffentlichungen in Periodika. Er gründete 1948 die Zeitschrift Ornithologische Mitteilungen, mit der die rasche Informationsverbreitung feldornithologischer Ereignisse und Ergebnisse möglich wurde. Die von 1949 bis 1951 noch zusammen mit Dr. Otto Niebuhr herausgegebenen Ornithologischen Abhandlungen änderten beide in Biologische Abhandlungen um, damit auch andere als nur rein ornithologische Themen publiziert werden konnten.
1950 wurde Bruns in Göttingen promoviert. Als Assistent an der Julius-Maximilians-Universität Würzburg (1951 bis 1956) untersuchte er die Möglichkeiten der biologischen Bekämpfung von Insektenkalamitäten mit Hilfe von Höhlenbrütern. In diesem Zusammenhang konnte er die Ergebnisse einer Untersuchung über chemische Schädlingsbekämpfungsmittel und ihre potentielle Nebenwirkung auf Vögel und Insekten veröffentlichen.
In Hamburg war er von 1956 bis 1962 als wissenschaftlicher Leiter des staatlichen Vogelschutzes tätig. In dieser Zeit begann er mithilfe eigener Untersuchungen, die Vorteile von Holzbeton-Nisthöhlen gegenüber anderen Nistgeräten für heimische Singvögel differenziert zu belegen. Von 1961 bis 1986 veröffentlichte Bruns sechs Bände Angewandte Ornithologie, der Zeitschrift der Internationalen Union für Angewandte Ornithologie. Zu ihrem Präsidenten wurde Bruns 1962 gewählt.
Seine ökologische Orientierung trat 1964 mit seiner Zeitschrift Das Leben offen zutage, die er später in Leben und Umwelt (letztes Erscheinungsjahr 1995) umbenannte. Beachtung fand seine Absicht, den international gebräuchlichen Ansatz der Bioprotektion („protection of life, protection de la vie“) in die Diskussion um die Ziele des Umweltschutzes in Deutschland einzubringen. Er gründete 1965 den Bund für Lebensschutz e. V. und leitete ihn. Zuvor war er mehrere Jahre Geschäftsführer der deutschen Sektion des Weltbundes zum Schutz des Lebens.
Bernhard Grzimek gewann ihn für die Mitarbeit an Grzimeks Tierleben. In dieser Reihe wurde er als Leiter des Instituts für Biologie und Lebensschutz / Schlangenbad geführt. Mit ökologischer Grundlagenarbeit und Beratung partizipierte er am politischen Einsatz von Bürgerinitiativen und Naturschutzorganisationen gegen den Bau eines Hochhauskomplexes „Atlantis“ in Westerland auf Sylt. Im Verlauf dieses Engagements, das bis zur Spitze der Landesregierung reichte, scheute er auch nicht vor einer sozialpolitischen Grundsatzdiskussion über „Demokratie und Gewissen“ zurück.
Von 1972 bis 1980 lehrte Bruns als Professor an der Pädagogischen Hochschule Berlin und anschließend bis zu seiner Emeritierung 1985 an der Technischen Universität Berlin. Dabei blieben ihm naturschutzkundliche Themen ein zentrales Anliegen seiner Forschung und Lehre. Den Naturschutz vor Ort – auch wieder mit dem Ziel weiterer Forschung – realisierte er mit seiner „Biologischen Station“ nahe List mit erheblichen Eigenmitteln, unter Mitwirkung von Studenten und dem Einsatz von Zivildienstleistenden. Für Studenten wie auch für vogelkundliche Anfänger und fortgeschrittene Hobbyornithologen führte er auf Sylt Küsten- und Meeresvogelkurse durch, bei deren Verlauf er die Begegnung der Kursteilnehmer mit Land und Leuten einschloss.
In seinen Veröffentlichungen bot er die Verbindung von wissenschaftlichen Arbeiten und populären Aufsätzen an: Er wollte beispielsweise in der Avifaunistik Vogelfreunde, Amateurornithologen und Fachwissenschaftler gemeinsam ansprechen. An der Organisation seiner Publikationsarbeit hatte seine Frau Margarete Bruns großen Anteil, indem sie für ihn das Verlagswesen (z. B. „Biologie-Verlag“) übernommen hatte.
Vom 27. April 1973 an gehörte er zusammen mit Dr. Ulrich Brand und dem Ersten Vorsitzenden Hans-Helmuth Wüstenhagen dem engeren Vorstand des Bundesverbandes Bürgerinitiativen Umweltschutz BBU an. Eskalierende Differenzen mit Wüstenhagen, die teilweise das Selbstverständnis des Bürgerinitiativen-Dachverbandes im Spannungsfeld zwischen vordergründigem Umweltschutz und übergeordnetem integrativen Lebensschutz betrafen, führten im November 1973 mit vier anderen Mitgliedern des 13-köpfigen Vorstandes zum Austritt aus dem BBU samt den von ihnen vertretenen Bürgerinitiativen, die vor allem im Bund für Lebensschutz zusammengeschlossen waren. Die entstehende Konkurrenz zum rasch anwachsenden BBU war allerdings wenig wirkungsvoll.
Besonders in seiner Gegnerschaft zum Ausbau der Atomenergie stand Bruns als Vertreter mehrerer Verbände in regem Austausch mit dem Bundesinnenministerium, besonders unter Hans-Dietrich Genscher und Werner Maihofer, und setzte sich dort für die Schaffung eines eigenständigen Umweltministeriums mit hinreichender Kompetenz in ökologischen Fragen ein. Unmittelbar nach der Selbstverbrennung Hartmut Gründlers veröffentlichte er eine chronologische Sammlung der wichtigsten Korrespondenzen seines Mitstreiters und zeitweiligen BBU-Vorstandskollegen.

## Ehrungen
- Bundesverdienstkreuz am Bande (17. April 1991)[23]
- Ehrenzeichen in Gold des Naturschutzbundes Deutschland (1995)[24]

## Publikationen
- Ornithologische Beobachtungen am Jadebusen und im Jeverland (Stadtgebiet Wilhelmshaven und Landkreis Friesland) von Herbert Bruns und Hermann Havekost, in: Die Verzeichnisse des Oldenburger Jahrbuchs, Band Nr. 48 und 49 / 1948–1949, erschienen 1949.
- Frühgesangsbeginn unserer Vögel im Wilhelmshavener Park. in: Oldenburger Jahrbuch. Band 54/2, 1954.
- Schutztrachten im Tierreich. Verlag A. Ziemsen, Wittenberg 1958 (= Die Neue Brehm-Bücherei, Band 207); Nachdruck: Westarp Wissenschaften, Hohenwarsleben 2008, ISBN 978-3-89432-653-1.
- Waldhygiene. Band 5, Nr. 1 von Karl Gößwald, Herbert Bruns, M. Heimann, und G. Kneitz, Würzburg, Selbstverlag (Taschenbuch), 1963.
- Wie verhalte ich mich umwelt- und lebensschutzgerecht?. 400 Ratschläge. Heft 10–12/1971 der Zeitschrift „DAS LEBEN“, Biologie-Verlag, Wiesbaden 1971.
- Ullstein Vogelbuch – Vogelkunde, Vogelbeobachtung, Vogelliebhaberei und Vogelschutz als Wissenschaft und Hobby, in Zusammenarbeit mit Limbrunner, A. und Scherner, E. R., Ullstein Vlg., Frankfurt/M. · Berlin · Wien 1975 – 344 S – ISBN 3-550-07029-2; Sondereinband – Ullstein Tb (1996) – 380 S – ISBN 3-548-35593-5.
- SYLT – Natur, Erholung, Forschung, Lehre, Umweltbelastung, Inselplanung und Bürgerinitiative (Untertitel: „Dokumentation vom Kampf gegen „Atlantis“ und für Sylt“), als Band 4 (Nr. 37–52) in der Reihe „BIOLOGISCHE ABHANDLUNGEN“, Biologie-Verlag, Wiesbaden 1975.
- Die Vögel des Botanischen Gartens Berlin, Sonderdruck der Verhandlungen des Botanischen Vereins der Provinz Brandenburg 1976.